# Tourte berrichonne
La tourte berrichonne, ou truffiat, est un plat traditionnel du Berry à base de pommes de terre (treuffes), d'oignon, de persil plat, de crème fraîche et avec une pâte feuilletée.